# Rito armenio

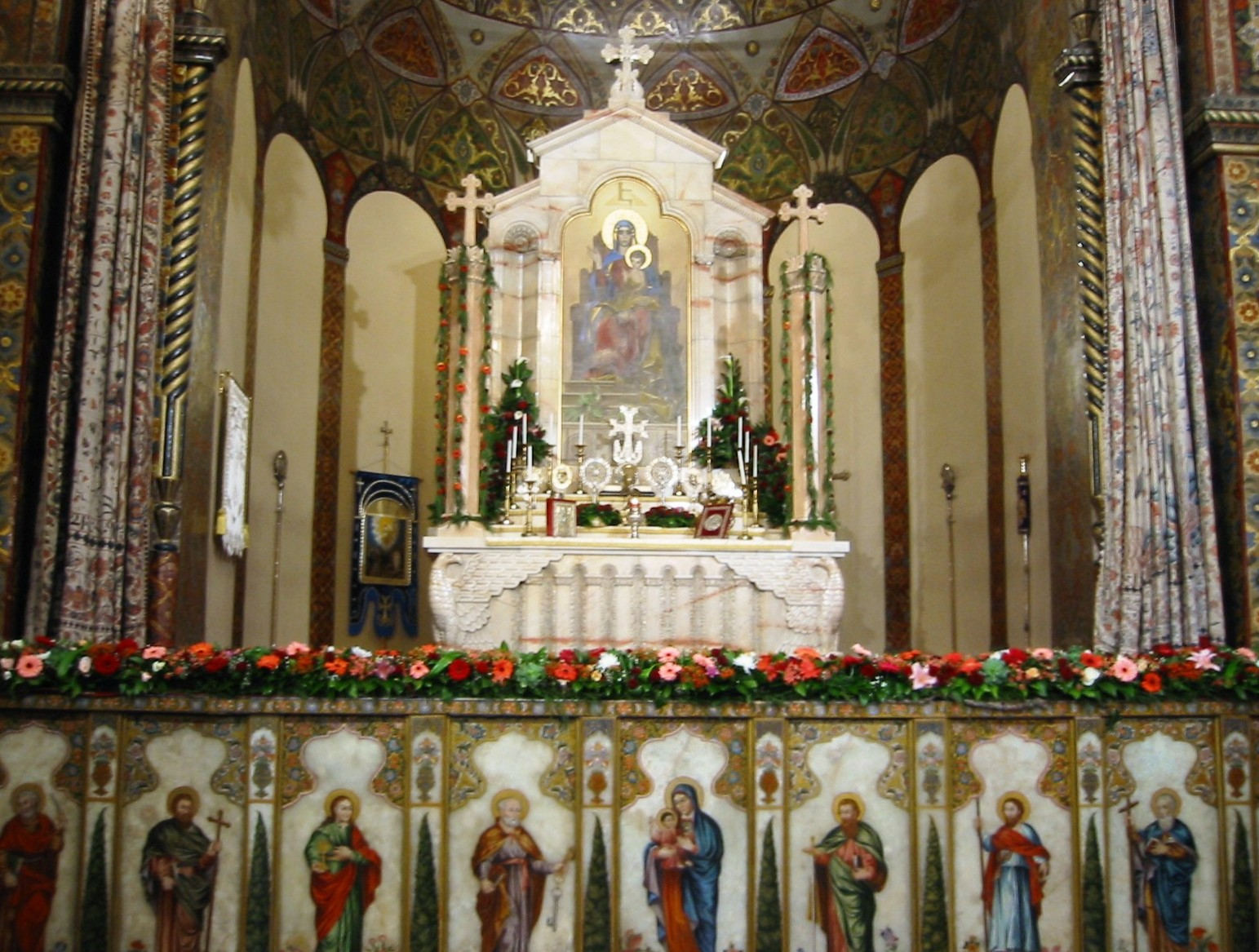
Altar de rito armenio, con cortinados.

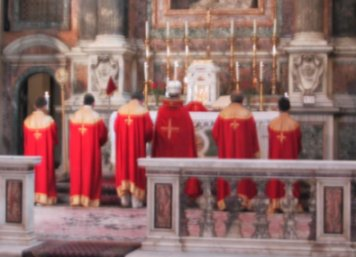
Misa armenia durante la anáfora.

El rito armenio es una liturgia independiente. Este rito es utilizado tanto por la Iglesia apostólica armenia como por la Iglesia católica armenia, además de también ser el rito de un significativo número de Iglesias orientales católicas en la República de Georgia.  
La liturgia fue establecida con base en las directivas de san Gregorio el Iluminador, fundador y santo patrón de la Iglesia armenia. A diferencia del rito bizantino, las iglesias de rito armenio están generalmente desprovistas de íconos y tienen una cortina que divide al sacerdote y al altar del resto de la gente durante partes de la liturgia, una influencia adquirida de los primeros tiempos apostólicos, en continuación con la tradición judía del Sancta Sanctorum (ver Sanctasanctórum).
El uso de la mitra episcopal y de pan ácimo es reminiscencia de la influencia de misioneros occidentales que en el pasado tuvieron tanto la Iglesia ortodoxa miafisita como los católicos de rito armenio.

## Eucaristía
El orden de la celebración eucarística en la misa del rito armenio tuvo una temprana influencia por parte del cristianismo siríaco y por los Padres capadocios, así como después tuvo influencias a partir del siglo V por parte de la liturgia de los jerusalemitas. Después, tuvo influencia de rito bizantino desde cerca del siglo X y, por último, tuvo influencias venidas del rito latino durante las cruzadas. Los armenios son la única Iglesia oriental que utiliza vino sin mezcla de agua para la consagración, y fueron criticados tanto en Occidente como en Oriente por sus creencias aparentemente monofisitas. El rito armenio utiliza pan ácimo para la consagración eucarística.
De todas las anáforas armenias, la única actualmente en uso es la anáfora de Atanasio de Alejandría, que se convirtió en la de uso común antes del fin del siglo X, y es una traducción de la versión griega.